# Gnypeta deserticola
Gnypeta deserticola är en skalbaggsart som beskrevs av Thomas Casey 1906. Gnypeta deserticola ingår i släktet Gnypeta och familjen kortvingar. Inga underarter finns listade i Catalogue of Life.